# Arctica (Kontinent)
Arctica ist in der Erdgeschichte ein hypothetischer Kontinent, der um 1,8 bis etwa 1,5 Milliarden Jahren, an der Grenze vom Paläoproterozoikum zum Mesoproterozoikum, existiert haben könnte. Er bestand aus Teilen Nordamerikas und den zentralen Teilen Sibiriens.

## Namensgebung
Der Name Arctica wurde 1996 von John J. W. Rogers vorgeschlagen. Er wählte den Namen Arctica, weil sich zu einer wesentlich späteren Zeit der Arktische Ozean durch diesen hypothetischen Kontinent hindurch öffnete.

## Bestandteile
Arctica beinhaltet die Kratone des Kanadischen Schilds, den Wyoming-Kraton und die zwei Kratone, die den Sibirischen Schild aufbauen, den Aldan-Kraton und den Anabar/Angara-Kraton. Allerdings ist die Anordnung bzw. die Position Sibirias relativ zum Kanadischen Schild sehr unsicher.

## Arctica als erdgeschichtlicher Kontinent
Arctica entstand vor etwa 2,5 Milliarden Jahren oder auch vor 1,8 bis 1,5 Milliarden Jahren. Arctica könnte damit aus dem noch etwas älteren Kenorland durch Akkretion des Wyoming-Kratons und den zwei sibirischen Kratonen und den Rae- und Nain-Komplexen in Grönland entstanden sein. Um 1,8 Milliarden Jahre wurde Arctica mit Baltica zu einem Kontinent verschmolzen, der den Namen Nena erhielt.